# Harpegnathos empesoi
Harpegnathos empesoi is een mierensoort uit de onderfamilie van de Ponerinae. De wetenschappelijke naam van de soort is voor het eerst geldig gepubliceerd in 1963 door Chapman.